# منطقة التجارة الحرة للأمريكيتين
منطقة التجارة الحرة للأمريكيتين اتفاقية مقترحة لإزالة أو تقليل الحواجز التجارية بين جميع البلدان في الأمريكيتين، باستثناء كوبا. انتهت المفاوضات الرامية إلى إنشاء منطقة التجارة الحرة للولايات المتحدة بالفشل، إذ لم تتمكن كافة الأطراف من التوصل إلى اتفاق بحلول الموعد النهائي في عام 2005 الذي حددته لنفسها.

## نبذة تاريخية
في الجولة الأخيرة من المفاوضات، التقى وزراء التجارة من 34 دولة في ميامي، فلوريدا، بالولايات المتحدة، في نوفمبر 2003 لمناقشة الاقتراح. اعتبِرت الاتفاقية المقترحة امتدادًا لاتفاقية التجارة الحرة لأمريكا الشمالية (نافتا) بين كندا والمكسيك والولايات المتحدة. تعثرت المناقشات بشأن نقاط مماثلة لجولة الدوحة الإنمائية لمحادثات منظمة التجارة العالمية، ففي حين تسعى البلدان المتقدمة النمو إلى توسيع نطاق التجارة في الخدمات وزيادة حقوق الملكية الفكرية، فإن البلدان الأقل نموًا تسعى إلى وضع حد للإعانات الزراعية والتجارة الحرة في السلع الزراعية.

### الأصول
بدأت المناقشات حول منطقة التجارة الحرة للأمريكيتين في القمة الأولى للأمريكيتين في ميامي في 11 ديسمبر 1994. حظيت منطقة التجارة الحرة للولايات المتحدة باهتمام الرأي العام خلال القمة الثالثة، التي عقدت في مدينة كيبيك في عام 2001، إذ استهدف الاجتماع احتجاجات كبيرة مناهضة للشركات والعولمة. واجهت مفاوضات ميامي عام 2003 احتجاجات مماثلة، وإن لم تكن كبيرة.

### الخلافات
في المفاوضات السابقة، دفعت الولايات المتحدة من أجل اتفاق شامل واحد لتقليل الحواجز التجارية للسلع، مع زيادة حماية الملكية الفكرية. يمكن أن تشمل وسائل حماية الملكية الفكرية المحددة حماية حقوق الطبع والنشر على غرار قانون الألفية الجديدة لحقوق طبع ونشر المواد الرقمية المماثل لاتفاقية التجارة الحرة بين الولايات المتحدة وأستراليا. من المحتمل أن تكون الحماية الأخرى قد قيدت استيراد المستحضرات الصيدلانية أو استيرادها المتبادل، على غرار الاتفاقية المقترحة بين الولايات المتحدة وكندا. طرحت البرازيل نهجًا ثلاثي المسارات دعا إلى سلسلة من الاتفاقيات الثنائية لخفض التعريفات الجمركية المحددة على السلع، واتفاق نصف الكرة الغربي بشأن قواعد المنشأ، وعملية حل النزاعات، واقترحت البرازيل حذف القضايا الأكثر إثارة للجدل من اتفاقية التجارة الحرة، وتركها لمنظمة التجارة العالمية.
كان من المقرر أن يتحدد موقع أمانة اتفاقية التجارة الحرة في عام 2005. كانت المدن المتنافسة هي: أتلانتا، وشيكاغو، وغالفستون، وهيوستن، وسان خوان، وميامي في الولايات المتحدة، وكانكون وبويبلا في المكسيك، ومدينة بنما في بنما، وبورت أوف سبين، ترينيداد وتوباغو. قدمت مدينة كولورادو سبرينغز الأمريكية أيضًا ترشيحها في الأيام الأولى لكنها انسحبت بعد ذلك. اعتبرت ميامي، ومدينة بنما، وبويبلا المقر المؤقت للأمانة على التوالي خلال عملية التفاوض.
عقِدت القمة الأخيرة في مار دل بلاتا بالأرجنتين في نوفمبر 2005، ولكن لم يتم التوصل إلى اتفاق بشأن اتفاقية التجارة الحرة. من بين 39 دولة شاركت في المفاوضات، تعهدت 20 دولة بالاجتماع مرة أخرى في عام 2006 لاستئناف المفاوضات، لكن لم يُعقد أي اجتماع. إن فشل قمة مار ديل بلاتا في وضع جدول أعمال شامل لاتفاقية التجارة الحرة كان نذيرًا سيئًا.

### الوضع الحالي
تجاوزت منطقة التجارة الحرة للأمريكيتين الموعد النهائي المستهدف وهو عام 2005، والذي جاء في أعقاب توقف المفاوضات المفيدة للمؤتمر الوزاري لمنظمة التجارة العالمية في عام 2005. وعلى مدى السنوات القليلة التالية، تحركت بعض الحكومات، وأبرزها الولايات المتحدة، التي لم تكن راغبة في خسارة أي فرصة للتوسع التجاري في نصف الكرة الغربي، في اتجاه إنشاء سلسلة من الاتفاقيات التجارية الثنائية. خطط القادة لمزيد من المناقشات في القمة السادسة للأمريكيتين في قرطاجنة بكولومبيا في عام 2012، لكن هذه المناقشات لم تحدث.
اعتبارًا من عام 2022، أهملت السياسة التجارية الأمريكية أمريكا اللاتينية لصالح المنافسة مع الصين بعد فشل الشراكة عبر المحيط الهادئ، وحل النزاعات مع الاتحاد الأوروبي.